# Peggy Waleska
Peggy Waleska, nemška veslačica, * 1980, Pirna.
Peggy je za Nemčijo nastopila na Poletnih olimpijskih igrah 2000 v Sydneyju, štiri leta kasneje pa še na Poletnih olimpijskih igrah 2004 v Atenah, kjer je v dvojnem dvojcu z Britto Oppelt osvojila srebrno medaljo.
Leta 2001 je z nemškim dvojnim četvercem nastopila na Svetovnem prvenstvu v Sevilli. Čoln je tam osvojil zlato medaljo in naslov svetovnih prvakinj.